# Jean de La Fontaine

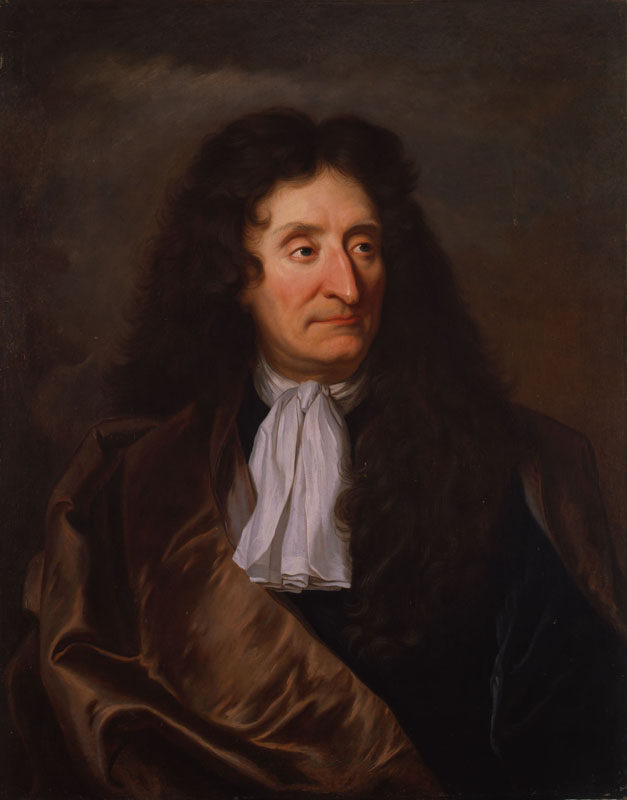
Jean de La Fontaine, retrat de Jacint Rigau (1690). Museu de Montserrat

Jean de La Fontaine, nascut el 8 de juliol de 1621 a Château-Thierry, al departament de l'Aisne de França, i mort el 13 d'abril de 1695 a París, fou un poeta, moralista, dramaturg, llibretista i escriptor francès.

## Vida

### Formació (1621 – 1658)
Es disposa de molt poca informació dels anys de formació de La Fontaine. La més antiga és de l'any 1641: de quan va entrar a l'Oratori, però l'any 1642 va abandonar la seua carrera religiosa.

## Obra
La Fontaine és conegut per les seves faules, recollides de la tradició de diverses cultures i escrites en vers a Faules de La Fontaine. Els autors de qui més beu són Isop, Fedre i els contes del Pañchatantra
Algunes faules famoses són:
- La cigala i la formiga
- El corb i la guineu
- La guineu i la cigonya
- El moliner, el seu fill i l'ase
- El ratolí de camp i el ratolí de ciutat